# Cratere Ottavia
Ottavia  è un cratere sulla superficie di Venere.